# Alliance progressiste unie
L'Alliance progressiste unie ou UPA (anglais : United Progressive Alliance, hindi : संयुक्त प्रगतिशील गठबंधन) est une coalition de partis politiques de centre-gauche indiens. Le principal parti de la coalition est le Congrès national indien. La présidente de l'UPA est la présidente du Congrès, Sonia Gandhi.
L'UPA a gouverné l'Inde de 2004 à 2014 sous la direction du Premier ministre Manmohan Singh. Aux élections de 2014, elle subit une sévère défaite face à l'Alliance démocratique nationale, passant de 262 à 59 sièges à la Lok Sabha.

## Histoire
L'Alliance progressiste unie a été formée à la suite des élections législatives de 2004, alors que l'Alliance démocratique nationale du BJP avait perdu sa majorité sans qu'une majorité alternative se dégage clairement. Le Congrès, qui participait à des accords avec des partis locaux, a alors négocié un programme minimum de gouvernement et a bénéficié du soutien extérieur du Front de gauche, du Samajwadi Party ou du Bahujan Samaj Party (BSP).
Par la suite, le BSP et le Front de gauche ont retiré leur soutien. Aux élections de 2009, l'alliance réussit toutefois à progresser et s'approche de la majorité absolue ce qui permet à Manmohan Singh de former un second gouvernement.
Toutefois, au cours de ce second mandat, le gouvernement perd en popularité et l'UPA subit d'importantes défections, notamment du Trinamool Congress, du Jharkhand Vikas Morcha et du Dravida Munnetra Kazhagam (DMK). En 2014, la coalition est lourdement défaite et le Congrès subit le pire résultat de son histoire.
Depuis, le Congrès poursuit des alliances locales : 
- en 2015, en s'alliant au Janata Parivar il participe à la coalition victorieuse au Bihar face au BJP ;
- en 2016, il renoue avec le DMK au Tamil Nadu et s'allie avec le Front de gauche au Bengale-Occidental mais ces coalitions sont battues par l'AIADMK et le Trinamool Congress respectivement ;
- en 2017, le Congrès s'allie au gouvernement sortant du Samajwadi Party en Uttar Pradesh mais cette alliance n'empêche pas une large victoire du BJP.

## Partis membres de l'UPA

Les gouvernements des États indiens par alliance :
… dirigé par le BJP
… dirigé par un allié du BJP
… dirigé par le Congrès
… dirigé par un allié du Congrès
… dirigé par le Front de gauche
… dirigé par un autre parti

54 députés de la Lok Sabha font partie de l'UPA à l'issue des élections de 2014 :
| Parti | Parti                         | Lok Sabha | Rajya Sabha | État           | Remarque                      |
| ----- | ----------------------------- | --------- | ----------- | -------------- | ----------------------------- |
|       | Congrès national indien       | 45        | 64          | Parti national |                               |
|       | Dravida Munnetra Kazhagam     | 0         | 4           | Tamil Nadu     | A quitté l'UPA de 2012 à 2016 |
|       | Indian Union Muslim League    | 2         | 1           | Kerala         |                               |
|       | Kerala Congress               | 1         | 1           | Kerala         |                               |
|       | Revolutionary Socialist Party | 1         | 0           | Kerala         |                               |
|       | Mahan Dal                     | 0         | 0           | Uttar Pradesh  |                               |
|       | Peace Party of India          | 0         | 0           | Uttar Pradesh  |                               |
|       | Rashtriya Lok Dal             | 0         | 0           | Uttar Pradesh  |                               |

## Partis ayant quitté l'UPA
| Parti | Parti                                  | État               | Date de retrait | Raison |
| ----- | -------------------------------------- | ------------------ | --------------- | --- |
|       | Telangana Rashtra Samithi              | Andhra Pradesh     | 2006            | Différends au sujet de la création du Télangana. |
|       | Marumalarchi Dravida Munnetra Kazhagam | Tamil Nadu         | 2007            | S'est allié avec l'AIADMK |
|       | Bahujan Samaj Party                    | Parti national     | 2008            | Le Congrès s'est opposé au gouvernement de l'Uttar Pradesh dirigé par le BSP.                                                                             |
|       | Front de gauche                        | Parti national     | 2008            | À la suite de l'accord nucléaire civil indo-américain. |
|       | People's Democratic Party              | Jammu and Kashmir  | 2009            | Le Congrès a soutenu le gouvernement de la National Conference au Jammu-et-Cachemire                                                                      |
|       | Pattali Makkal Katchi                  | Tamil Nadu         | 2009            | Le PMK a rejoint la coalition de l'AIADMK. |
|       | All India Majlis-e-Ittehadul Muslimeen | Andhra Pradesh     | 2012            | A accusé le gouvernement congressiste de l'État de communalisme,.                                                                                         |
|       | All India Trinamool Congress           | Bengale-Occidental | 2012            | L'AITC a demandé sans obtenir le recul sur certains réformes, notamment l'autorisation des investissements directs étrangers dans le commerce de détail,. |
|       | Jharkhand Vikas Morcha                 | Jharkhand          | 2012            | Opposition à la décision du gouvernement d'autoriser les investissements directs étrangers dans le commerce de détail.                                    |
|       | Parti du congrès nationaliste          | Maharashtra        | 2014            | [ 11 ] |
|       | Jharkhand Mukti Morcha                 | Jharkhand          | 2014            | Désaccord sur la répartition des sièges pour les élections à l'Assemblée du Jharkhand                                                                     |
|       | Socialist Janata (Democratic)          | Kerala             | 2014            | A fusionné avec le Janata Dal (United) |